# Kiesberg
Der Kiesberg ist eine 282 Meter hohe Erhebung in Nordrhein-Westfalen, im westlichen Stadtgebiet von Wuppertal.

## Topologie
Der Kiesberg liegt zwischen den Wuppertaler Stadtteilen Elberfeld und Cronenberg im Stadtbezirk Elberfeld-West.
Ihm gegenüber befindet sich der fast 260 Meter hohe Nützenberg. Zwischen beiden Bergen liegt das Tal der Wupper. Hier befindet sich wohl eine der engsten Stellen des Talbereiches innerhalb von Wuppertal. Zwischen den beiden Bergrücken ist das Tal lediglich maximal 450 Meter breit, wobei die Talsohle auf einer Höhe von 140 Metern liegt. Im Tal selbst befinden sich neben der Bundesstraße 7 (B 7) und der Bahnstrecke Düsseldorf–Elberfeld die Werksgebäude der Bayer AG.

## Topografie
Vom Tal der Wupper steigt der Kiesberg in südliche Richtung zunächst steil bis zur Kuppe des eigentlichen Kiesbergs in einer Höhe von 276,5 Metern auf. Weiter in südlicher Richtung fällt der Berg zunächst erst nur leicht zu einem Bergsattel ab, der ihn mit der so genannten Königshöhe (276 m) verbindet.
Etwa über dem Kiesbergtunnel erreicht er seine höchste Erhebung mit 293 m. Um den Kiesberg herum, oberhalb des am Westhang liegenden Wuppertaler Zoos verläuft die Trasse der ehemaligen Burgholzbahn. Südlich der Bahnstrecke fällt der Berg zum Tal des Baches Rutenbeck wieder ab, südlich davon folgt eine weitere Erhebung (275 m) und schließlich der Burggrafenberg (283 m) im Staatsforst Burgholz. In östlicher Richtung trennt den Kiesberg das Tal das Baches Ossenbeck vom 276 m hohen Friedrichsberg oberhalb der Elberfelder Südstadt.
Zusammen mit dem Nützenberg bildet der Kiesberg die Naturräumliche Einheit Nützenberger Querriegel (Ordnungsnummer 3371.36).

## Heutige Nutzung
Der Kiesberg ist überwiegend mit einem nur extensiv bewirtschafteten Mischwald bestanden.
Das Gelände wird von zahlreichen Wanderwegen durchzogen. Gleichzeitig befinden sich besonders in den sonnenexponierten Hanglagen zahlreiche Kleingärten, so dass das ganze Gelände zumindest in den Sommermonaten mit den umliegenden Waldgebieten ein beliebtes Erholungsgebiet innerhalb Wuppertals darstellt.

## Bauwerke
Unterhalb des Bergsattels verläuft der Kiesbergtunnel: eine auf zwei Ebenen verlaufende und jeweils zweispurig ausgebaute Tunnelverbindung, die eine direkte Verbindung der Wuppertaler Südstadt mit dem Sonnborner Kreuz herstellt.
Nahe der Kuppe des eigentlichen Kiesbergs im Norden befindet sich der Von-der-Heydt-Turm, ein gut 20 Meter hoher Aussichtsturm, der an bestimmten Tagen im Sommerhalbjahr bestiegen werden kann.